# 道井緑一郎

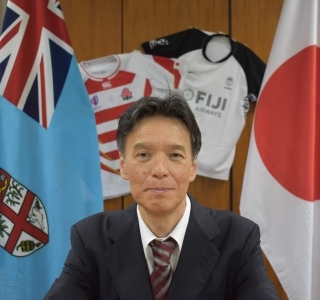
外務省より公表された公式肖像画像

道井 緑一郎（みちい ろくいちろう、1963年2月7日 - ）は、日本の外交官。出入国在留管理庁審議官、内閣官房内閣審議官を経て、駐フィジー兼ツバル兼ナウル特命全権大使。

## 人物・経歴
愛知県名古屋市出身。愛知県立旭丘高等学校を経て、1986年一橋大学経済学部卒業、外務省入省。在アメリカ合衆国日本国大使館一等書記官、在ミャンマー日本国大使館参事官、外務省総合外交政策局国際テロ対策協力室長、外務省国際法局経済条約課長等を歴任。
2009年から外務省国際法局条約課長を務め、学習院大学法学部法学科講師（特殊講義（国際法実務）担当）、九州大学大学院法学府講師（国際公法研究第二担当）、国際法学会評議員、国際法協会日本支部特別会員なども兼務した。
2012年在ロシア日本国大使館公使（経済部長）兼在アルメニア日本国大使館公使、在トルクメニスタン日本国大使館公使。2015年外務省経済局参事官。2016年ボストン総領事、ボストン桜友会会員。2019年に法務省に出入国在留管理庁が設置されると、同審議官（国際担当）に就任。
2021年内閣官房内閣審議官（内閣官房副長官補付）兼TPP等政府対策本部企画・推進審議官（大使）。2023年からは、中国の南太平洋での一帯一路構想に対抗するため、従来ノンキャリアや、他省庁出身者が就くことが多かった、太平洋諸島フォーラムの本部がある駐フィジー兼ツバル兼ナウル特命全権大使を務める。

## 著書
- 『国際法の実践 : 小松一郎大使追悼』（柳井俊二, 村瀬信也編）信山社 2015年

## 同期
- 石川浩司（22年シンガポール大使・20年官房長・19年南部アジア部長）
- 岩間公典（22年バングラデシュ大使・20年デュッセルドルフ総領事）
- 牛尾滋（22年南アフリカ大使・19年ポルトガル大使・18年アフリカ部長）
- 宇山智哉（21年WTO事務局長上級補佐官）
- 大鷹正人（24年タイ大使・20年ハンガリー大使・19年外務報道官）
- 片江学巳（23年ルーマニア大使・20年瀋陽総領事）
- 河原節子（22年デュッセルドルフ総領事・21年公務員研修所副所長・18年フランクフルト総領事）
- 木村徹也（22年東ティモール大使・20年国連日本政府代表部大使・17年ミュンヘン総領事）
- 四方敬之（24年マレーシア大使・21年内閣広報官・20年外務省経済局長）
- 進藤雄介（21年在デトロイト日本国総領事・18年パキスタン公使・15年軍縮会議公使）
- 鈴木量博（23年オーストラリア大使・20年トルコ大使・18年北米局長）
- 中村安志（09年中南米局南米課課長補佐）
- 久島直人（22年中曾根康弘世界平和研究所・20年国際平和協力本部事務局長）
- 淵上隆（14年ドミニカ共和国大使）
- 三上正裕（22年ベルギー、北大西洋条約機構日本政府代表部大使・19年カンボジア大使・17年国際法局長）
- 南博之（24年特命全権大使（国際テロ対策・組織犯罪対策協力担当）・20年コンゴ民主共和国大使）
- 山田重夫（23年駐米大使・21年外務審議官(政務担当)・19年総合外交政策局長）
- 吉田朋之（23年日本国際問題研究所所長・20年外務報道官・19年中南米局長・17年軍縮不拡散・科学部長）
- 若林啓史（16年東北大学教授）